# De Sanctis (Rennwagen)
De Sanctis war ein italienischer Automobilhersteller mit Sitz in Rom. Das Unternehmen stellte zwischen 1958 und 1971 vor allem Rennwagen, daneben aber auch einige Sportwagen her.

## Unternehmensgeschichte
Automobili de Sanctis war ein römischer Fiat-Händler, der sich unter anderem mit dem Tuning von Fiat-Fahrzeugen beschäftigte. Gino de Sanctis, der Gründer des Unternehmens, engagierte sich in der Nachkriegszeit zusammen mit dem Hersteller Giannini in dem römischen Motorsportteam Scuderia Lazio. Ab 1958 entstanden eigene Rennwagen für die Formel Junior bzw. die Formel 3, die mit selbst getunten Fiat-Motoren ausgestattet waren. Sie wurden unter anderem von Lucio de Sanctis eingesetzt, dem Sohn des Unternehmensgründers. Sie waren so lange erfolgreich, bis sie auf Fahrzeuge stießen, die mit Ford-Motoren ausgerüstet waren. Daraufhin setzte De Sanctis ebenfalls Ford-Motoren ein. Einer der größten Erfolge war ein Doppelsieg beim Gran Premio Fina 1966 auf dem Autodromo Nazionale Monza: Jonathan Williams gewann das Rennen am 24. April 1966 in einem Werksauto mit einer Zehntelsekunde Vorsprung vor Romano Perdomi, der einen vergleichbaren Wagen für die private Scuderia Madunina einsetzte.